# Zašiversk
Zašiversk (rus. Зашиверск) je nestali grad u Rusiji. Nalazio se izvan polarnih krugova, u središnjem dijelu rijeke Indigirke, sada u Momskom rejonu Jakutije.

## Povijest
Osnovan je 1639. godine kao zimovnik iza brzaka (rusko dijalektno шиверы — odatle ime grada).  Od 17. sve do početka 19. stoljeća bio je mjestom naplate jasaka, veliko trgovačko i administrativno središte u bazenu Indigirke, s populacijom do 500 ljudi. Križanje plovnih i kopnenih putova (od Jakutska do Kolime). S istrjebljenjem životinja s krznom nazadovao je, nakon epidemije velikih boginja do 1880-ih godina prestao je postojati. Pojedini stanovnici na mjestu bivšega naselja ostali su još i 1920-ih.
U literaturi se zove zapolarni, jakutski Pompeji; zapolarni Kitež, sibirski „grad Kitež”. Sačuvale su se Spaska crkva i zvonik, koji su tijekom arheološke ekspedicije 1969. – 1971. odvezeni u muzej Novosibirska.

## Vanjske poveznice
- (rus.) Tajne grada-sablasti u Јakutiji  Arhivirana inačica izvorne stranice od 4. siječnja 2018. (Wayback Machine) (2016.)